# Мариани, Маурицио
Маурицио Мариани (итал. Maurizio Mariani; род. 25 февраля 1982, Рим) — итальянский футбольный судья. Судья ФИФА с 2019 года.

## Карьера
Маурицио Мариани работает в качестве арбитров на матчах чемпионата Италии по футболу в Серии В с сезона 2011-12 годов. В высшем дивизионе Италии стал обслуживать матчи в качестве главного судьи с 2015 года.
С 2019 года внесен в список ФИФА и судит международные футбольные матчи.
1 августа 2019 года Мариани дебютировал в еврокубках, отсудив матч между «Маккаби (Хайфа)» и «Страсбуром» (2:1) в квалификации Лиги Европы УЕФА.
На чемпионате Европы до 21 года 2021 года, который проходил в Словении и Венгрии Мариани отсудил в двух матчах группового этапа и четвертьфинал между Нидерландами и Францией (2:1).
На чемпионате Европы среди женщин 2022 года, который состоялся в Англии Мариани работал видеоассистентом арбитра.
В мае 2024 года, по взаимной договорённости по обмену между УЕФА и Конмебол, был отобран одним из главных судей для обслуживания матчей Кубка Америки по футболу, который состоится в июне-июле 2024 года на футбольных полях США.